# مسجد الکساندروپولیس
مسجد الکساندروپولیس (یونانی: Τζαμί Αλεξανδρούπολης و به ترکی استانبولی: Dedeağaç Camii) یک مسجد مربوط به دوران عثمانی در شهر الکساندروپولیس، تراکیه غربی واقع در یونان است. مانند بسیاری از مساجد در تراکیه، برای عبادت باز است و به جامعه کوچک مسلمان شهر خدمت می‌کند. ورودی مسجد در ضلع شمالی خیابان کاساندرس است.

## تاریخ

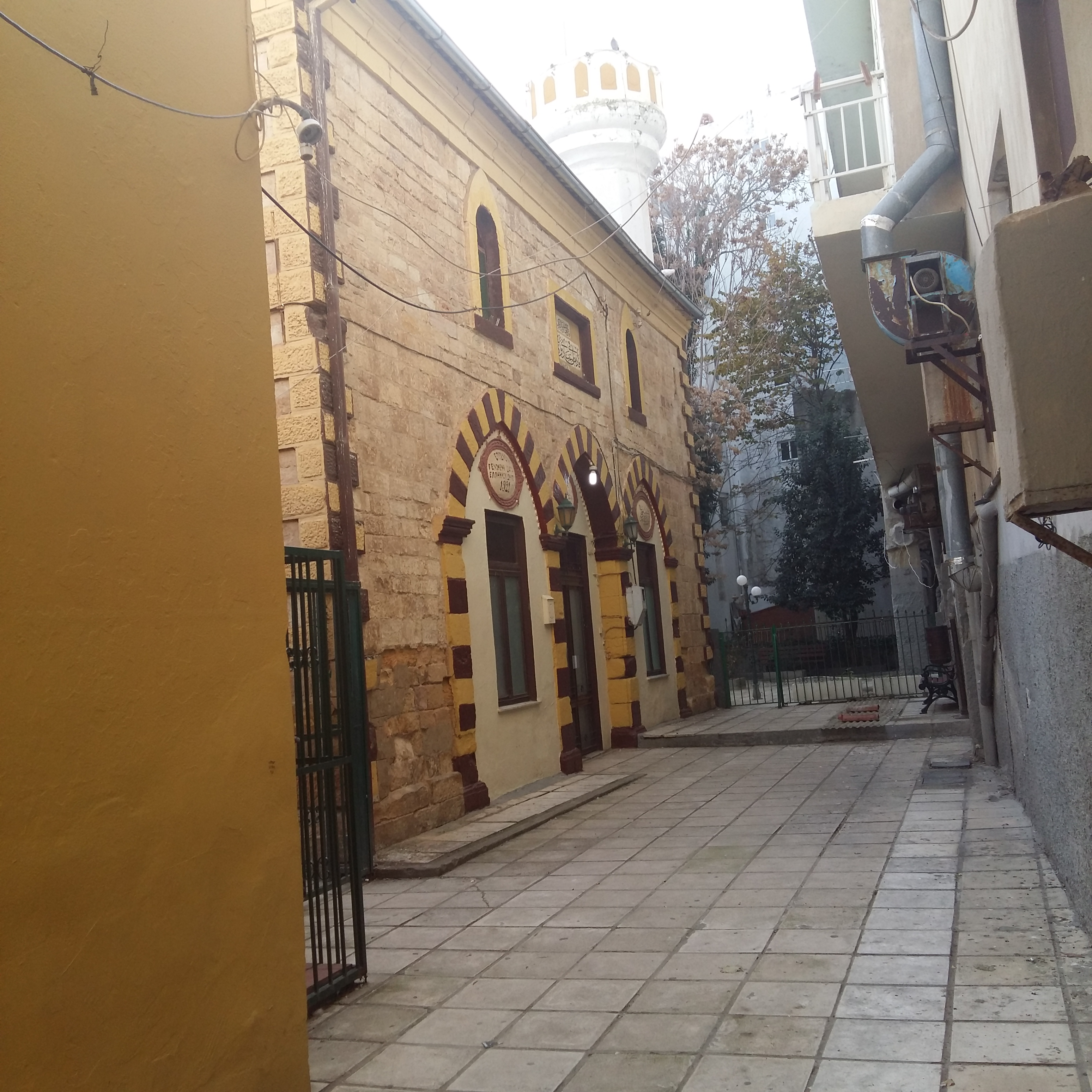
ورودی مسجد

این مسجد قدیمی تر از شهر الکساندروپلیس است و تاریخ ساخت آن به قبل از سال ۱۸۹۵ برمی‌گردد. بر اساس پلاکی که در بالای درب آن قرار دارد، این مسجد در سال ۱۹۰۶ افتتاح شد. در محوطه آن ابتدا یک مدرسه (مدرسه اسلامی) قرار داشت، اما اکنون فقط مسجد باق مانده که توسط ساختمان‌های دیگر احاطه شده‌است.
در طول قرن بیستم دو بار در اثر آتش‌سوزی ویران شد، آخرین بار در سال ۱۹۹۳ و هر بار بازسازی آن توسط دولت یونان تأمین مالی شد.
اولی در زمان اشغال شهر توسط بلغارستان و دومی در سال ۱۹۹۳ توسط شخص یا افراد ناشناس بود.
این مسجد که در کنار یک مدرسه ابتدایی اقلیت مسلمان ساخته شده‌است، هنوز به‌طور منظم توسط جامعه مسلمانان محلی مورد استفاده قرار می‌گیرد. این مسجد همچنین مورد حملات ناسیونالیست‌های جناح راست یونان قرار گرفته‌است که جدیدترین آنها در سال ۲۰۱۴ رخ داد.

## معماری
مسجد الکساندروپلیس ساختمانی مربع شکل با نمازخانه است. این بنا دارای ساختاری مرمرین، با تزئینات استادانه و انبوهی از کتیبه‌های حکاکی شده‌است که نمونه‌ای قابل توجه از هنر سنگ مرمر در زمان خود به‌شمار می‌رود. در ضلع غربی مسجد، مقبره یک سردار عثمانی به نام فایق حسین پاشا قرار دارد که آن نیز از سنگ مرمر استفاده شده‌است. مناره مسجد نیز در ضلع غربی مسجد است.